# Pelagius
Pelagius (360–418) byl křesťanský teolog britského původu, jehož učení o svobodné vůli nazývané pelagianismus bylo odsouzeno jako hereze. Jeho hlavním odpůrcem byl svatý Augustin a učení o predestinaci.
Pelagius uměl řecky i latinsky, studoval teologii. Část svého života zasvětil askezi. V Římě, kde žil, byl znám nejen jako přísný asketa, ale i jako výborný a přesvědčivý řečník. V mládí si vysloužil respekt od církevních autorit včetně Augustina, později byl ale zavržen, protože údajně podrýval učení apoštolů a vnášel do křesťanství nové prvky, které v jejich učení neměly oporu. Pelagius učil, že člověk může konat dobro vlastními silami na základě svého svobodného rozhodnutí. To odporovalo Augustinově učení o významu Boží vůle a Boží milosti, která předurčuje, kdo bude mít právo na věčný život. Koncil v Kartágu (418) prohlásil Pelagia za kacíře, ale jeho učení přežilo.
Podle některých současných badatelů, například Iana Bradleyho, bylo Pelagiovo dílo nepochopeno. Ve skutečnosti nešlo o odchylného myslitele, nýbrž o konzervativního následovatele předchozích učení, který netvrdil, že by člověk jen pro své zásluhy mohl dojít vykoupení.